# Algebra di Griess
In matematica, l'algebra di Griess è un'algebra su campo non associativa e commutativa su uno spazio vettoriale reale a 196884 dimensioni il cui gruppo di automorfismi è il gruppo mostro. Essa prende il nome dal matematico R. L. Griess, che l'ha costruita nel 1980 e l'ha utilizzata nel 1982 per costruire il gruppo mostro.

## Fonti
- John Horton Conway, A simple construction for the Fischer-Griess monster group, in Inventiones Mathematicae, vol. 79, n. 3, 1985,  pp. 513-540, DOI:10.1007/BF01388521.
- R. L. Griess, Jr, The Friendly Giant, Inventiones Mathematicae 69 (1982), 1-102